# Club Atlético Juventud (Las Piedras)
El Club Atlético Juventud, popularmente denominado Juventud de Las Piedras, (también conocido como Atlético Juventud o simplemente Juventud) es un club de fútbol uruguayo, de la ciudad de Las Piedras en Canelones. Fue fundado en 1935 y participa en la Primera División de Uruguay. Su actual presidente es el empresario y político de nacionalidad uruguaya Ruben Marrero.

## Historia
El club nació a partir de un grupo de jóvenes de Las Piedras que tenía por costumbre practicar deportes en el colegio San Isidro. El 24 de diciembre de 1935 los jóvenes llegaron al colegio dispuestos a jugar al fútbol, pero los curas se lo impidieron porque en el patio-cancha se estaba armando un gran pesebre. Los jóvenes se reunieron en la plaza de la ciudad y decidieron fundar el club.
Una vez creado el club, Carlos Cabrera le solicitó camisetas para identificar al cuadro a su padre, quien tenía una tienda en la esquina de la plaza. Este le consiguió las primeras camisetas que fueron donadas por la empresa textil ILDU. Por ello, en un principio, el club se llamó Club Atlético Ildu.
En 1946 una asamblea resolvió la modificación de su denominación por la actual de Club Atlético Juventud. Adquirió su actual denominación a partir del 13 de diciembre de 1947. En los años posteriores Juventud participó en la Liga de Fútbol Regional del Sur, en los torneos de básquetbol de Las Piedras, además de competir a nivel nacional en bochas y en atletismo.
En 1980 Juventud se retiró de la Liga Regional del Sur y se incorporó a la Asociación Uruguaya de Fútbol, participando en el año 1981 en la Liga Metropolitana Amateur de Fútbol (por entonces Divisional C). Ese año logró el vicecampeonato. En 1995 logró el ascenso a la Segunda división uruguaya, debutando al año siguiente en dicha categoría del fútbol profesional. 

### Primer ascenso a Primera División
En 1999, Juventud ascendió a la Primera división, convirtiéndose en el primer equipo del interior del país en lograr el título de la Segunda división uruguaya. 
Ya en primera, logró la particularidad de ser el primer equipo del interior en vencer a los dos grandes: Nacional y Peñarol; pero terminó descendiendo en el año 2003.

### Torneo di Viareggio 2006
En 2006 el equipo Sub-21 del club logró la edición 58 del Torneo di Viareggio, uno de los torneos mundiales más importantes para jugadores jóvenes. En primera fase venció al Inter de Milán (1-0), a la Cisco Roma (2-1) y a la Ternana (1-0), terminando primero con puntaje ideal. En octavos de final eliminó a la Triestina, tras empatar 0-0 y luego perder por penales, pero la Triestina fue descalificada por usar un jugador inhabilitado y resultó perdedor del partido por 3-2. En cuartos de final venció al Treviso 2-0. En semifinal venció al AC Siena por 3-0. El 27 de febrero venció en la final a la Juventus de Turín por 1-0 (gol de Sebastián César Ribas). Fue la primera vez que un equipo no europeo obtuvo el torneo.
De regreso a Uruguay, la delegación de Juventud fue reconocida por la Cámara de Senadores Nacional y por el Intendente de Canelones, Marcos Carámbula.

### Otros ascensos
En junio de 2007 Juventud logra su segundo ascenso a la Primera División del fútbol uruguayo. Juventud había ganado el Torneo Clausura del Ascenso y luego de jugar dos finales ante Cerro Largo (empate sin goles el primer partido y 1 a 0 para Juventud el segundo), concreta su regreso a Primera. 
Su tercer ascenso lo logra en la temporada 2011-12, al posicionarse en segundo lugar detrás de Central Español; posición que le otorgó la vuelta directa a la máxima categoría. Al año siguiente, el Juve estuvo muy cerca de alcanzar la clasificación a la Copa Sudamericana. El equipo, que contaba con un fuerte ataque liderado por Matías Alonso (11 goles, goleador del Clausura), Lucas Cavallini (10 goles) y Martín Icart, sumó 40 puntos esa temporada, perdiendo esa clasificación en manos de Wanderers por saldo de goles.

### Copa Sudamericana 2015
Tras la buena campaña en la temporada 2014-15, al posicionarse dentro de la zona a torneos internacionales el Club Juventud logra clasificar a un torneo internacional por primera vez en su historia clasificando a la Copa Sudamericana 2015, donde logra superar a su primer rival (Real Potosí de Bolivia) pero cae por penales luego de igualar en ambos partidos en la segunda ronda con el Emelec ecuatoriano.
| 13 de agosto de 2015, 18:45 (UTC-3) | Juventud                           | 4:1 (1:0) | Real Potosí         | Estadio Luis Franzini, Montevideo                       |                                                         |
|                                     | Mirabaje 20' 66' 68' · Duffard 54' | Reporte   | Loaiza 90+3' (pen.) | Asistencia: 1000 espectadores Árbitro(s): Darío Herrera | Asistencia: 1000 espectadores Árbitro(s): Darío Herrera |

| 20 de agosto de 2015, 15:00 (UTC-4) | Real Potosí            | 2:0 (1:0) | Juventud | Estadio Víctor Agustín Ugarte, Potosí                    |                                                          |
|                                     | Toco 27' · Álvarez 60' | Reporte   |          | Asistencia: 5000 espectadores Árbitro(s): Julio Bascuñán | Asistencia: 5000 espectadores Árbitro(s): Julio Bascuñán |

| 27 de agosto de 2015, 21:00 (UTC-5) | Emelec | 0:0 (0:0) | Juventud | Estadio Christian Benítez Betancourt, Guayaquil         |                                                         |
|                                     |        | Reporte   |          | Asistencia: 8000 espectadores Árbitro(s): Néstor Pitana | Asistencia: 8000 espectadores Árbitro(s): Néstor Pitana |

| 17 de septiembre de 2015, 18:30 (UTC-3) | Juventud                                    | 0:0 (0:0) (2:3 p.)         | Emelec                           | Estadio Luis Franzini, Montevideo |                             |
|                                         |                                             | Reporte                    |                                  | Árbitro(s): Enrique Cáceres       | Árbitro(s): Enrique Cáceres |
|                                         |                                             | Tiros desde el punto penal |                                  |                                   |                             |
|                                         | Carini · Mirabaje · Varela · Romero · Reyes |                            | Bolaños · Guagua · Mina · Gaibor |                                   |                             |

## Símbolos

### Escudo y bandera
Tanto en el escudo como en la bandera del club, poseen un diseño prácticamente idéntico. Se componen principalmente de azul y blanco, con tres bastones verticales (el central, azul, y los dos restantes, blancos). En cada franja se ubican las iniciales "C", "A", y "J", con los colores inversos, y el escudo es bordeado por una línea azul. Durante varios años el escudo llevó las letras en color dorado, así como también el contorno del escudo.

### Evolución del escudo de Juventud
|  |  |  |
|  |  |  |

## Uniforme
- Uniforme titular: Camiseta azul con bastones horizontales blancos, pantalón blanco, medias azules con bastones horizontales blancos.
- Uniforme alternativo: Camiseta blanca con una franja azul claro y otra azul oscuro, pantalón blanco, medias azules con bastones horizontales blancos.
- Durante un tiempo usó camiseta azul con dos franjas verticales finas sobre el lado derecho.

| Periodo       | Proveedor  | Frente de la camiseta                       | Frente de la camiseta   | Mangas      |          | Espalda        |
| 1935-2000     | -          |                                             |                         |             |          |                |
| 2000-2006     | Uhlsport   |                                             |                         |             |          |                |
| 2007-2010     | Mega sport |                                             |                         |             |          |                |
| 2011-2012     | Mempi      | Iara                                        | Frigorífico las piedras | Copsa       | Emmi     | Buquebus       |
| 2013-2014     | Mass       | Barraca Las piedras                         | Frigorífico las piedras | Antel mempi | Redpagos |                |
| 2014-2016     | Joma       | Barraca Las piedras Frigorífico las piedras | GolTV Doxaflex          | Antel mempi | Redpagos | CodelEste Emmi |
| 2016-2018     | Startabe   | Frigorífico las piedras                     | Kroser La Chacra        | Antel mempi | Redpagos | CodelEste Emmi |
| 2019-presente | Startabe   | Frigorífico las piedras Microfin            | La Chacra Air Europa    | Antel mempi | Redpagos | CodelEste Emmi |

## Estadio
El club posee en exclusividad el uso del Parque Artigas. Recientemente ampliado en su capacidad, es el estadio con mayor aforo del departamento de Canelones, y permitirá albergar partidos ante los equipos grandes.

## Estadísticas en competiciones internacionales
- Copa Sudamericana (1): 2015.

### Por competencia
| Torneo            | TJ | PJ | PG | PE | PP | GF | GC | DG | Puntos |
| ----------------- | -- | -- | -- | -- | -- | -- | -- | -- | ------ |
| Copa Sudamericana | 1  | 4  | 1  | 2  | 1  | 4  | 3  | +1 | 5      |
| Total             | 1  | 4  | 1  | 2  | 1  | 4  | 3  | +1 | 5      |

## Palmarés

### Competiciones AUF (2)
| Competición nacional                         | Títulos | Subcampeonatos      |
| -------------------------------------------- | ------- | ------------------- |
| Segunda División de Uruguay (1/3)            | 1999    | 2006, 2011-12, 2018 |
| Torneo Competencia de Segunda División (0/2) |         | 2023, 2024          |
| Tercera categoría de fútbol en Uruguay (1/2) | 1995    | 1993, 1994          |

### Torneos locales, OFI (1)
| Competición Local                   | Títulos | Subcampeonatos |
| ----------------------------------- | ------- | -------------- |
| Liga de Fútbol Regional del Sur (1) | 1980    |                |

### Torneos internacionales juveniles (2)
- Torneo di Viareggio (Sub-21) (1): 2006
- Copa Chivas (Sub-21):  2007